# Human Genetics
Human Genetics — рецензируемый медицинский журнал, затрагивающий все аспекты генетики человека, включая правовые и социальные вопросы. Он был основан в 1964 году Арно Мотульски и Фридрихом Фогелем под названием Humangenetik, обретя своё современное название в 1976 году. Журнал печатается издательством Springer Science+Business Media и его главными редакторами являются David N. Cooper (Университет Кардиффа) и Thomas J. Hudson (из Института исследований рака Онтарио). Согласно  Journal Citation Reports импакт-фактор   журнала в 2012 году был равен 4.633.